# CEI-RD
El Centro de Exportación e Inversión de la República Dominicana (CEI-RD), es una institución gubernamental descentralizada, que pertenece bajo mandato al Ministerio de Industria y Comercio de la República Dominicana. Se dedica a las actividades de promoción de exportaciones y a la promoción de inversión extranjera directa. Desde 2012, tras la conformación de la Comisión Multisectorial mediante el decreto n.º 22-12 se designó al CEI-RD para el desarrollo de la marca-país República Dominicana para cimentar las bases y articular todo un plan estratégico, teniendo a Colombia como país asesor. Su actual director ejecutivo es el Ingeniero Marius de León.

## Historia del CEI-RD
El Centro de Exportación e Inversión de la República Dominicana (CEI-RD) fue creado mediante la Ley 98-03 del 17 de junio de 2003. Surge de la fusión del Centro Dominicano de Promoción de Exportación (CEDOPEX), y la Oficina de Promoción de Inversiones de la República Dominicana (OPI-RD), debido al surgimiento de criterios modernos y eficientes para permitir una inserción competitiva del país en los mercados internacionales, y en razón de los cambios experimentados en el entorno económico mundial durante las tres décadas transcurridas desde la creación del Centro Dominicano de Promoción de Exportación (CEDOPEX) en el año 1971, y de la necesidad de adecuación de las políticas de promoción de exportaciones y atracción de inversiones extranjeras.

## Enlaces
- Página oficial CEI-RD

- https://www.ceird.gob.do/wp/sobre-nosotros/ Archivado el 13 de noviembre de 2018 en Wayback Machine.

- Datos: Q5737025